# Lista gatunków roślin objętych ochroną w Polsce (1946–1957)
Lista stanowi zestawienie gatunków i rodzajów roślin objętych ochroną gatunkową w Polsce w latach 1946–1957. Zestawienie obejmuje gatunki chronione na podstawie rozporządzenia Ministra Oświaty z dnia 29 sierpnia 1946 roku wydane w porozumieniu z Ministrem Rolnictwa i Reform Rolnych i z Ministrem Leśnictwa w sprawie wprowadzenia gatunkowej ochrony roślin (Dz. U. Nr 70, poz. 384).

## PaprotnikiPteridophyta
| Nazwa polska        | Nazwa naukowa                                      | Uwagi |
| ------------------- | -------------------------------------------------- | --- |
| długosz królewski   | Osmunda regalis                                    | – |
| pióropusznik strusi | Matteuccia struthiopteris (Onoclea struthiopteris) | – |
| widłak              | Lycopodium spp.                                    | Wszystkie gatunki, z wyjątkiem kłosów zarodnikowych. W tym czasie do rodzaju widłak zaliczano wszystkich polskich przedstawicieli rodziny widłakowatych (Lycopodiaceae). |

## Rośliny nasienneSpermatophyta
| Nazwa polska                                   | Nazwa naukowa                                  | Uwagi |
| ---------------------------------------------- | ---------------------------------------------- | --- |
| bluszcz pospolity                              | Hedera helix                                   | – |
| brzoza ojcowska                                | Betula oycoviensis                             | – |
| chamedafne północna (modrzewnica północna)     | Chamaedaphne calyculata (Andromeda calyculata) | – |
| cis pospolity                                  | Taxus baccata                                  | – |
| dziewięćsił bezłodygowy                        | Carlina acaulis                                | – |
| dziewięćsił popłocholistny                     | Carlina onopordifolia                          | – |
| goryczka                                       | Gentiana spp.                                  | Wszystkie gatunki, z wyjątkiem goryczki trojeściowej Gentiana asclepiadea. |
| jarząb brekinia (brzęk)                        | Sorbus torminalis                              | – |
| kosaciec                                       | Iris                                           | Wszystkie gatunki, z wyjątkiem kosaćca żółtego Iris pseudacorus (Iris pseudoacorus). |
| kotewka orzech wodny                           | Trapa natans                                   | – |
| lilia złotogłów                                | Lilium martagon                                | – |
| mikołajek nadmorski                            | Eryngium maritimum                             | – |
| miłek wiosenny                                 | Adonis vernalis                                | – |
| ostnica piórkowata (ostnica)                   | Stipa pennata                                  | – |
| ostnica włosowata (ostnica)                    | Stipa capillata                                | – |
| pełnik europejski                              | Trollius europaeus                             | – |
| pełnik alpejski (pełnik siedmiogrodzki)        | Trollius altissimus (Trollius Transsilvanicus) | – |
| rosiczka długolistna                           | Drosera anglica (Drosera longifolia)           | – |
| rosiczka okrągłolistna                         | Drosera rotundifolia                           | – |
| rosiczka pośrednia                             | Drosera intermedia                             | – |
| różanecznik żółty                              | Rhododendron luteum (Rhododendron flavum)      | – |
| sasanka                                        | Pulsatilla spp.                                | Wszystkie gatunki. |
| sosna limba (limba)                            | Pinus cembra                                   | – |
| storczykowate                                  | Orchidaceae                                    | Wszystkie gatunki, z wyjątkiem pospolitych czerwono kwitnących gatunków, jak kukułka szerokolistna Dactylorhiza majalis (storczyk szerokolistny Orchis latifolius) i kukułka krwista Dactylorhiza incarnata (storczyk krwisty Orchis incarnatus). |
| szachownica kostkowata (korona kostkowata)     | Fritillaria meleagris                          | – |
| szafran spiski                                 | Crocus scepusiensis                            | – |
| szarotka alpejska                              | Leontopodium alpinum                           | – |
| śnieżyca wiosenna                              | Leucoium vernum (Leucojum vernum)              | – |
| śnieżyczka przebiśnieg (przebiśnieg pospolity) | Galanthus nivalis                              | – |
| wawrzynek główkowy                             | Daphne cneorum                                 | – |
| wawrzynek wilczełyko                           | Daphne mezereum                                | – |
| wiśnia karłowata                               | Prunus fruticosa                               | – |
| zawilec narcyzowaty (zawilec narcyzowy)        | Anemone narcissiflora                          | – |
| zawilec wielkokwiatowy (zawilec zwyczajny)     | Anemone sylvestris (Anemone silvestris)        | – |